# أكيرا كومي
أكيرا كومي (باليابانية: 久米明؛ بالكانا: くめ あきら) هو مؤدي صوت وممثل ياباني، ولد في 8 فبراير 1924 في طوكيو في اليابان.

## وصلات خارجية
- أكيرا كومي على موقع IMDb (الإنجليزية)
- أكيرا كومي على موقع ميوزك برينز (الإنجليزية)
- أكيرا كومي على موقع ديسكوغز (الإنجليزية)
- أكيرا كومي على موقع قاعدة بيانات الفيلم (الإنجليزية)
- أكيرا كومي على موقع كينوبويسك (الروسية)
- أكيرا كومي على موقع ANN person (الإنجليزية)